# High Speed 1
High Speed 1 (HS1), oficialment conegut com a Channel Tunnel Rail Link (CTRL), és una línia d'alta velocitat de la Gran Bretanya que té una longitud de 108 quilòmetres i que uneix Londres amb el final anglès de l'Eurotúnel.
El segon i últim tram de la línia, entre el riu Tàmesi i l'estació de London St Pancras, es va obrir el 14 de novembre de 2007. La construcció va costar 5.200 milions de lliures, i la nova connexió entre l'Eurotúnel i Londres permet als trens a viatjar a una velocitat de 300 km/h, retallant al viatge d'Eurostar uns 40 minuts, fent possible viatjar des de London St Pancras a Paris Gare du Nord en 2 hores i 15 minuts i a Brussels South en 1 hora 51 minuts.
A més dels serveis internacionals Eurostar, la ruta també l'utilitzaran serveis de rodalia d'alta velocitat amb trens de la classe 395. Els serveis de rodalia començaran al desembre de 2009 entre Ashford International (a Kent) i London St Pancras (a Londres) amb un viatge de 37 minuts.